# محمد بنحمو
محمد بنحمو (انگلیسی: Mohamed Benhamou؛ زادهٔ ۱۷ دسامبر ۱۹۷۹) بازیکن فوتبال اهل الجزایر است.
از باشگاه‌هایی که در آن بازی کرده‌است می‌توان به باشگاه فوتبال مولودیه وهران، باشگاه فوتبال کن، باشگاه فوتبال وفاق سطیف، باشگاه فوتبال مولودیه الجزایر، و باشگاه فوتبال پاری سن ژرمن اشاره کرد.
وی همچنین در تیم ملی فوتبال الجزایر بازی کرده‌است.